# Pinatubo oryzae
Pinatubo oryzae är en svampart som beskrevs av J.B. Manandhar & Mew 1996. Pinatubo oryzae ingår i släktet Pinatubo, divisionen sporsäcksvampar och riket svampar.   Inga underarter finns listade i Catalogue of Life.